# ليلى صابونجي
ليلى صابونجي (22 فبراير 1941 - 25 ديسمبر 2002) هي ممثلة مصرية.

## حياته ونشأته
مواليد 22 فبراير 1941  بدأت نشاطها الفني مبكراً وهي في سنوات الطفولة حيث ظهرت على موجات الإذاعة المصرية في برنامج الأطفال «بابا شارو» الذي قدمه الإذاعي «محمد محمود شعبان» من عام 1940 حتى 1960 ومن هذا البرنامج إلى التلفزيون المصري منذ افتتاحه.

## انقطاعها وعودتها
سافرت ليلى صابونجي إلى السويد حيث تزوجت ودرست المسرح وعادت إلى مصر عام 1967 للعمل بشركة طيران، ثم التحقت بالإذاعة مرة أخرى. انضمت إلى أسرة مسرح الطليعة  وشاركت في العديد من الأعمال به وبالمسرح الكوميدي. وهي تجيد اللغة العربية الفصحى وشاركت في بعض المسلسلات التليفزيونية ومن بينها النمر الأسود - كتائب الإيمان - جنود الخفاء ويتميز أداؤها بخفة الظل والقدرة على تجسيد الشخصيات الكاريكاتيرية.

## حادثة شهيرة
ذهب الماكيير محمد عشوب  إلى حيث كانت ليلى صابونجي تشارك في تصوير فيلم «سواق الهانم» عام 1993 وكان يقوم أحمد زكي ببطولته داخل عمارة في حي الخليفة، ووجد محمد السبكي، منتج الفيلم، وكان يجلس على مقهى أسفل العمارة، فسأله عن أحمد زكي، وقال للسبكي: «في خبر وحش أوي.. هالة فؤاد ماتت» (كانت زوجة أحمد زكي سابقاً) وسمعت ليلى صابونجي الحديث ومن صدمتها اتجهت سريعًا إلى الفنان أحمد زكي وقطعت التصوير، وأخبرته وهو في أعلى العمارة بخبر وفاة هالة فؤاد، قائلة وهي تصرخ وتبكي: «أحمد، البقية في حياتك، هالة ماتت يا أحمد»، وهنا صرخ زكي وبكى وحاول القفز من فوق العمارة.

## أعمالها
مسلسلات إذاعية: قدمت ليلى صابونجي 28 عمل إذاعي
مسرحيات: قدمت 9 مسرحيات من أهمها دون كيشوت - زوجات مرحات - حادث على الطريق
مسلسلات تلفزيونية: قدمت 37 عمل تلفزيوني من أهمهم:
«يوميات ونيس» (الجزء الثاني) للمخرج أحمد بدر الدين 1995. 
«ليالي الحلمية» الجزء الخامس للمخرج إسماعيل عبد الحافظ عام 1995.
«ضمير أبلة حكمت» للمخرجة إنعام محمد علي عام 1991.
«أرابيسك: أيام حسن النعماني» للمخرج جمال عبد الحميد عام 1994.
أفلام سينمائية: قدمت 22 فيلم أهمهم:
«موعد على العشاء» للمخرج محمد خان عام 1981.
«أشياء ضد القانون» للمخرج أحمد ياسين عام 1982.
«القبطان» للمخرج سيد سعيد عام 1997.
«الشرسة» للمخرج أحمد صقر عام 1993.

## وفاتها
توفت ليلى صابونجي في 25 ديسمبر عام 2002 عن عمر يناهز 61 سنة ولها رصيد يبلغ 96 عملاً  في مجالات التمثيل المختلفة 

## وصلات خارجية
- ليلى صابونجي على موقع دهليز
- ليلى صابونجي على موقع السينما
- ليلى صابونجي على موقع Imdb
- ليلى صابونجي على موقع كاروهات